# Slovenská republika rad
Slovenská republika rad (SRR) nebo Slovenská sovětská republika (slovensky Slovenská republika rád, maďarsky Szlovák Tanácsköztársaság), byla dočasným státním útvarem existujícím od 16. června do 7. července 1919 na větší části území východního a jižního Slovenska i (dle map v historických atlasech) na okrajové části severního Maďarska. Jednalo se o komunistický stát s diktaturou proletariátu, naprosto závislý na Maďarské republice rad.

## Územní rozsah
Územní rozsah SRR byl poměrně velký. Součástí SRR byla tato města: Nové Zámky, Štúrovo, Levice, Šahy, Banská Štiavnica, Zlaté Moravce, Nová Baňa, Zvolen, Žiar nad Hronom, Tisovec, Detva, Lučenec, Rimavská Sobota, Rožňava, Gelnica, Prešov, Trebišov, Turňa nad Bodvou, Michalovce, Bardejov a Košice.

## Historie
SRR byla vytvořena po protiofenzívě vojsk Maďarské republiky rad (MRR) v době, kdy probíhala intervence rumunských a československých vojsk proti MRR a přechodné vlny komunistických protestů a revolucí po říjnové revoluci v Rusku roku 1917 a první světové válce. Byla absolutně závislá na MRR a v pozadí jejího vytvoření byly snahy o obnovení velkých Uher, které zanikly v důsledku válečné porážky krátce před koncem roku 1918.[zdroj?]
Historik Ivan Luljak uvádí: "Riadiacimi orgánmi Slovenskej republiky rád se stal Revolučný výkonný výbor a jedenásť členná Revolučná výkonná vláda na čele s Janouškom.  Medzi prvé zákonné výnosy patril výnos o znárodnení továrni zamestnávajúcich viac ako 20 zamestnancov, znárodnenie veľkostatkov a bánk. Podľa vzoru Sovietskeho Ruska bol vypracovaný plán  na vytvorenie nových výrobných vzťahov v poľnohospodárstve a zrušenie starých súdov. Miesto nich nová vláda Sovietov zaviedla „revolučné súdy“ a „revolučnú stráž“."

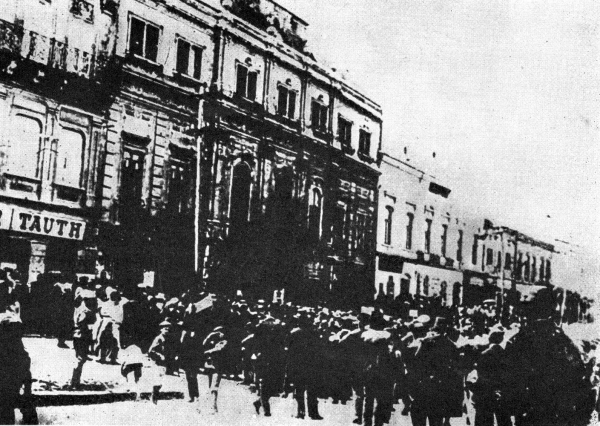
Vyhlášení Slovenské republiky rad v Prešově

V průběhu intervenční války proti MRR, které se zúčastnila i československá armáda, přešla maďarská Rudá armáda do protiútoku a přechodně obsadila část východního a jižního Slovenska, kde pod její záštitou a podle vzoru MRR převzal moc místní proletariát. Dne 16. června 1919 byla v Prešově vyhlášena Slovenská republika rad (dále SRR) a vytvořené její ústřední orgány: Revoluční výkonný výbor a Revoluční vládní rada (šlo vlastně o vládu) v čele s českým revolucionářem Antonínem Janouškem.
Vláda SRR vydala výnos o zespolečenštění výrobních prostředků, znárodnění továren nad 20 pracovníků, velkostatků a peněžních ústavů. Vypracovala plán na vytvoření nových výrobních vztahů v zemědělství, zastavila činnost normálních soudů a nahradila je „revolučními tribunály“, zestátnila školy, zřídila slovenskou „Rudou armádu“ a bezpečnostní sbor „Rudá stráž“. Kvůli krátké době trvání SRR se však tato komunistická opatření nemohla uskutečnit.
Existence SRR byla svázaná s osudem MRR. Cílem SRR a MRR bylo opětovné sjednocení Uher, ovšem již ne jako království, nýbrž jako komunistické republiky.[zdroj?]
Ustanovení SRR bylo prvním pokusem o vytvoření státu diktatury proletariátu na území Slovenska.

### Zánik

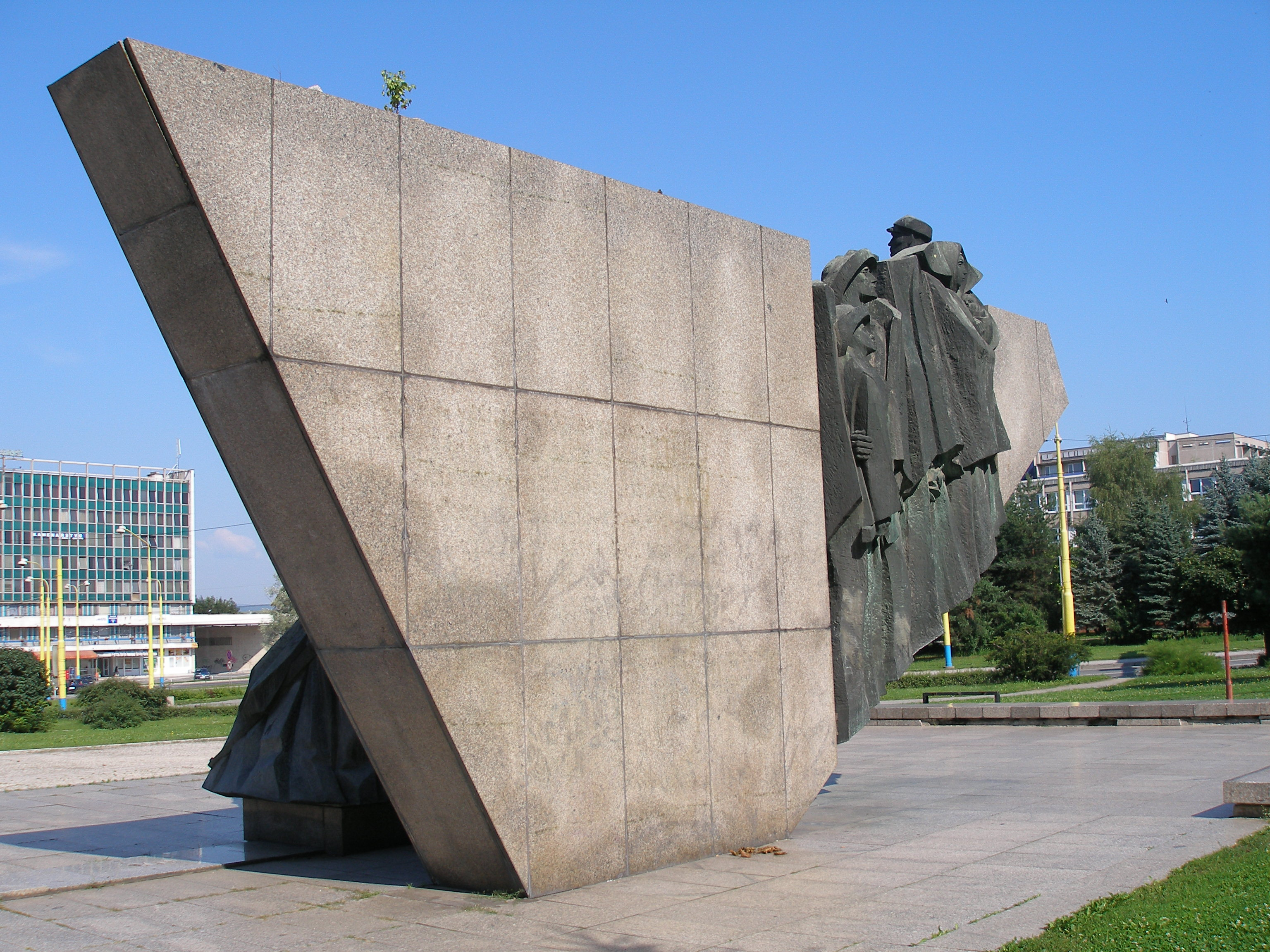
Památník SRR v Prešově

Po ústupu Maďarské Rudé armády ze Slovenska přešla vláda SRR a jednotky její armády na maďarské území. SRR přestala existovat a oblasti, které kontrolovala, byly 7. července 1919 obsazeny československým vojskem. Vláda SRR odešla spolu s odchodem Maďarské Rudé armády a uchýlila se do Miskolce, kam také nejprve deportovala zatčené Slováky. Ti byli později převezeni do Hatvanu, kde byl pro ně zřízen koncentrační tábor.